# Oliver Brock
Oliver Brock (* 1969) ist ein deutscher Informatiker. Schwerpunkt seiner Arbeit ist die Robotik und das Gebiet der künstlichen Intelligenz.
Er erforscht die algorithmischen Grundlagen, die es Robotern autonom ermöglichen, komplexe Handlungen in einer dynamischen Umgebung auszuführen. Dabei werden Erkenntnisse aus der maschinellen Wahrnehmung, des Greifens und des maschinellen Lernens in einem Robotersystem vereinigt. Seine Forschung ist interdisziplinär; so kollaboriert er z. B. mit Psychologen und Verhaltensforschern.  Darüber hinaus forscht er auf dem Gebiet der Computational Biology unter anderem an der Vorhersage von Proteinstrukturen und deren Bewegungen.
Brock studierte Informatik an der Technischen Universität Berlin (Diplom 1993) und in Stanford (Master 1994). Nach seiner Promotion in Stanford im Jahr 2000 war er Mitbegründer und CTO des Internet-Startup-Unternehmens AllAdvantage.com. Ein Forschungsaufenthalt führte ihn an die Rice University in Houston. Im Jahr 2001 kehrte er nach Stanford zurück und wechselte 2002 an die University of Massachusetts in Amherst. Neben seiner Lehrtätigkeit leitete er dort das Labor für Robotik und Biologie. 2009 folgte er einem Ruf auf eine Alexander-von-Humboldt-Professur an der TU Berlin. Seit 2019 ist er Sprecher des Exzellenzclusters Science of Intelligence (SCIoI).

## Auszeichnungen
- 2006: NSF CAREER Award[2]
- 2008: Alexander-von-Humboldt-Professur[3]
- 2015: First Place Amazon Picking challenge[4]
- 2016: Best Systems Paper Award[5]
- 2018: IEEE Fellow[6]